# Іван Томечак
Іван Томечак (хорв. Ivan Tomečak; нар. 7 грудня 1989, Загреб) — хорватський футболіст, правий захисник клубу «Рієка». Грав за національну збірну Хорватії.

## Клубна кар'єра
У дорослому футболі дебютував 2007 року виступами за «Динамо» (Загреб), проте не проходив до основного складу і був відданий в оренду до клубу «Локомотива». Відіграв за загребських «локомотивів» наступні два сезони своєї ігрової кар'єри. Більшість часу, проведеного у складі загребської «Локомотиви», був основним гравцем команди.
До складу клубу «Динамо» (Загреб) повернувся 2009 року. Загалом провів за «динамівців» 74 матчі в національному чемпіонаті. За цей час чотири рази виборов титул чемпіона Хорватії, а також двічі ставав володарем кубка.
2013 року перейшов до «Рієки».
Наприкінці серпня 2015 року підписав дворічний контракт з дніпропетровським «Дніпром».
16 липня 2016 року підписав контракт з футбольним клубом «Ан-Наср» (Ер-Ріяд). Протягом сезону був основним гравцем саудівської команди, після чого у серпні 2017 року повернувся до Європи.
Другу половину 2017 року провів в «Мехелені», звідки був запрошений до «Брюгге», в якому провівнаступний рік, лише епізодично з'являючись на футбольному полі.
У лютому 2019 повернувся на батьківщину, удруге ставши гравцем «Рієки».

## Виступи за збірні
2007 року дебютував у складі юнацької збірної Хорватії, взяв участь у 11 іграх на юнацькому рівні.
Протягом 2008–2012 років залучався до складу молодіжної збірної Хорватії. На молодіжному рівні зіграв у 9 офіційних матчах.
12 листопада 2014 року дебютував в іграх за національну збірну Хорватії, вийшовши на заміну у товариському матчі проти збірної Аргентини.

## Титули і досягнення
- Чемпіон Хорватії (4):

«Динамо» (Загреб): 2008-09, 2009-10, 2010-11, 2011-12
- Володар Кубка Хорватії (6):

«Динамо» (Загреб): 2008-09, 2010-11, 2011-12
«Рієка»: 2013-14, 2018-19, 2019-20
- Володар Суперкубка Хорватії (1):

«Рієка»: 2014
- Чемпіон Бельгії (1):

«Брюгге»: 2017-18
- Володар Суперкубка Бельгії (1):

«Брюгге»: 2018